# Kim Do-keun
Kim Do-keun (en coreano: 김도근 ; nacido el 2 de marzo de 1972 en Gangneung, Gangwon) es un exfutbolista y actual entrenador surcoreano. Jugaba de centrocampista y su último club fue el Gyeongnam F.C. de Corea del Sur. Actualmente dirige a Jiangsu Codion de China.
Kim desarrolló la mayor parte de su carrera en Chunnam Dragons. Además, fue internacional absoluto por la Selección de fútbol de Corea del Sur y disputó la Copa Mundial de la FIFA 1998.

## Trayectoria

### Clubes como futbolista
| Club                    | País          | Año         |
| ----------------------- | ------------- | ----------- |
| Chunnam Dragons         | Corea del Sur | 1995 - 2000 |
| Verdy Kawasaki          | Japón         | 2000        |
| Cerezo Osaka            | Japón         | 2001        |
| Chunnam Dragons         | Corea del Sur | 2001 - 2005 |
| Suwon Samsung Bluewings | Corea del Sur | 2005        |
| Gyeongnam F.C.          | Corea del Sur | 2006        |

### Selección nacional como futbolista
| Selección | País          | Año         |
| --------- | ------------- | ----------- |
| Sub-23    | Corea del Sur | 1992        |
| Absoluta  | Corea del Sur | 1993 - 2003 |

### Clubes como entrenador
| Club                                             | País          | Año             |
| ------------------------------------------------ | ------------- | --------------- |
| Universidad Hanyang (asistente)                  | Corea del Sur | 2007            |
| Escuela Secundaria Gwangyang Jecheol (asistente) | Corea del Sur | 2008            |
| Chunnam Dragons Juvenil (asistente)              | Corea del Sur | 2009 - 2011     |
| Chunnam Dragons (asistente)                      | Corea del Sur | 2012 - 2014     |
| Sangju Sangmu (asistente)                        | Corea del Sur | 2015            |
| Gyeongnam F.C. (asistente)                       | Corea del Sur | 2016            |
| Hefei Guiguan                                    | China         | 2016 - 2017     |
| Jiangsu Codion                                   | China         | 2017 - Presente |

## Estadísticas

### Como futbolista

#### Clubes
| Rendimiento de club | Rendimiento de club     | Rendimiento de club | Liga  | Liga  | Copa               | Copa               | Copa de la Liga | Copa de la Liga | Continental | Continental | Total | Total |
| Año                 | Club                    | Liga                | Part. | Goles | Part.              | Goles              | Part.           | Goles           | Part.       | Goles       | Part. | Goles |
| Corea del Sur       | Corea del Sur           | Corea del Sur       | Liga  | Liga  | KFA Cup            | KFA Cup            | Copa de la Liga | Copa de la Liga | Asia        | Asia        | Total | Total |
| ------------------- | ----------------------- | ------------------- | ----- | ----- | ------------------ | ------------------ | --------------- | --------------- | ----------- | ----------- | ----- | ----- |
| 1995                | Chunnam Dragons         | K-League            | 9     | 0     | -                  | -                  | 1               | 0               | -           | -           | 10    | 0     |
| 1996                | Chunnam Dragons         | K-League            | 29    | 9     | ?                  | ?                  | 7               | 1               | -           | -           |       |       |
| 1997                | Chunnam Dragons         | K-League            | 9     | 2     | ?                  | ?                  | 12              | 5               | -           | -           |       |       |
| 1998                | Chunnam Dragons         | K-League            | 18    | 6     | ?                  | ?                  | 2               | 0               | ?           | ?           |       |       |
| 1999                | Chunnam Dragons         | K-League            | 18    | 2     | ?                  | ?                  | 7               | 0               | ?           | ?           |       |       |
| 2000                | Chunnam Dragons         | K-League            | 2     | 0     | ?                  | ?                  | 9               | 5               | -           | -           |       |       |
| Japón               | Japón                   | Japón               | Liga  | Liga  | Copa del Emperador | Copa del Emperador | Copa J. League  | Copa J. League  | Asia        | Asia        | Total | Total |
| 2000                | Verdy Kawasaki          | J1 League           | 14    | 0     | 2                  | 0                  | 4               | 1               | -           | -           | 20    | 1     |
| 2001                | Cerezo Osaka            | J1 League           | 13    | 0     | 0                  | 0                  | 2               | 0               | -           | -           | 15    | 0     |
| Corea del Sur       | Corea del Sur           | Corea del Sur       | Liga  | Liga  | KFA Cup            | KFA Cup            | Copa de la Liga | Copa de la Liga | Asia        | Asia        | Total | Total |
| 2001                | Chunnam Dragons         | K-League            | 3     | 0     | ?                  | ?                  | 0               | 0               | -           | -           |       |       |
| 2002                | Chunnam Dragons         | K-League            | 25    | 3     | ?                  | ?                  | 5               | 0               | -           | -           |       |       |
| 2003                | Chunnam Dragons         | K-League            | 41    | 1     | 4                  | 0                  | -               | -               | -           | -           | 45    | 1     |
| 2004                | Chunnam Dragons         | K-League            | 5     | 0     | 0                  | 0                  | 0               | 0               | -           | -           | 5     | 0     |
| 2005                | Chunnam Dragons         | K-League            | 0     | 0     | 0                  | 0                  | 4               | 0               | -           | -           | 4     | 0     |
| 2005                | Suwon Samsung Bluewings | K-League            | 12    | 0     | 1                  | 0                  | 0               | 0               | ?           | ?           |       |       |
| 2006                | Gyeongnam FC            | K-League            | 14    | 0     | 3                  | 0                  | 9               | 0               | -           | -           | 26    | 0     |
| País                | Corea del Sur           | Corea del Sur       | 185   | 23    |                    |                    | 56              | 11              |             |             |       |       |
| País                | Japón                   | Japón               | 27    | 0     | 2                  | 0                  | 6               | 1               | -           | -           | 35    | 1     |
| Total               | Total                   | Total               | 212   | 23    |                    |                    |                 |                 |             |             |       |       |

#### Selección nacional
Fuente:
| Selección de Corea del Sur | Selección de Corea del Sur | Selección de Corea del Sur |
| Año                        | Part.                      | Goles                      |
| -------------------------- | -------------------------- | -------------------------- |
| 1993                       | 2                          | 0                          |
| 1994                       | 0                          | 0                          |
| 1995                       | 0                          | 0                          |
| 1996                       | 0                          | 0                          |
| 1997                       | 4                          | 1                          |
| 1998                       | 12                         | 1                          |
| 1999                       | 1                          | 0                          |
| 2000                       | 3                          | 0                          |
| 2001                       | 1                          | 0                          |
| 2002                       | 1                          | 0                          |
| 2003                       | 1                          | 0                          |
| Total                      | 25                         | 2                          |

##### Goles internacionales
| No | Fecha                   | Sede                | Oponente | Gol   | Resultado | Competición      |
| -- | ----------------------- | ------------------- | -------- | ----- | --------- | ---------------- |
| 1. | 10 de agosto de 1997    | Seúl, Corea del Sur | Brasil   | 1 gol | 1–2       | Partido amistoso |
| 2. | 13 de noviembre de 1998 | Desconocida         | China    | 1 gol | 3–0       | Partido amistoso |

##### Participaciones en fases finales
| Torneo                          | Sede           | Resultado     | Partidos | Goles |
| ------------------------------- | -------------- | ------------- | -------- | ----- |
| Juegos Olímpicos de 1992        | Barcelona      | Primera fase  | 0        | 0     |
| Copa Mundial de Fútbol de 1998  | Francia        | Primera fase  | 3        | 0     |
| Copa de Oro de la Concacaf 2002 | Estados Unidos | Cuarto puesto | 1        | 0     |